# Raccomandazione
Per raccomandazione si intende, comunemente, un'azione che favorisce un soggetto, detto raccomandato, nell'ambito di una procedura di valutazione o selezione, a prescindere dalle finalità apparenti della procedura stessa. 

## Evoluzione storica
Secondo il libro La raccomandazione dell'antropologa statunitense Dorothy Louise Zinn, il sistema inizia dalla nascita, quando la madre giunta in ospedale, chiede tramite le sue conoscenze graduate una stanza singola per restare tranquilla, condizionando così le infermiere e facendogli capire  che si vuole il proprio figlio in braccio qualche minuto in più del dovuto, ossia, più tempo consentito rispetto agli altri.

## Caratteristiche
Per essere tale, la raccomandazione deve coinvolgere un altro soggetto, detto raccomandante, il quale esercita un'influenza sulla procedura di valutazione, indipendentemente dalle qualità del soggetto raccomandato.
Caratteristica fondamentale della raccomandazione, dunque, è che agisce su queste procedure introducendo un criterio di valutazione estraneo ai loro criteri logici ordinari, che dovrebbero puntare a scegliere i più preparati e i più idonei. Questa caratteristica la distingue da altre pratiche apparentemente simili, ma eticamente legittime e socialmente funzionali, come la presentazione di un allievo, da parte di uno scienziato a un altro scienziato, affinché l'allievo prosegua con il secondo scienziato il percorso di ricerca già intrapreso con il primo. In questo caso, infatti, l'azione dello scienziato "raccomandante" non prescinde affatto dalla qualità del "raccomandato", testata appropriatamente attraverso l'esperienza di ricerca. Per sincerare l'esistenza di una vera "raccomandazione", occorre dunque comprendere la natura dei rapporti tra i soggetti coinvolti, e chiarire se la natura di questi rapporti sono tali da introdurre, nel processo di valutazione, criteri estranei a quelli del merito e della capacità del valutando.
Le procedure di valutazione o selezione più frequentemente distorte dalle raccomandazioni sono i concorsi pubblici, le procedure di selezione del personale, i procedimenti di valutazione scolastica o di accesso a un corso di studi, gli esami universitari o di abilitazione professionale, o qualsiasi procedura dove si valuta l'idoneità o la competenza di un soggetto in un determinato ambito professionale o culturale.

## I soggetti
Nella pratica della raccomandazione si ravvisano almeno tre soggetti. Nel caso della raccomandazione implicita, il raccomandatario non ha un ruolo attivo, ma nondimeno esercita la sua influenza.
- Il raccomandante: colui che, sfruttando la propria posizione sociale e il proprio potere, compie l'azione del raccomandare
- Il raccomandato: colui che gode della raccomandazione e della posizione di vantaggio che ne consegue
- Il raccomandatario: colui che riceve la raccomandazione e, dunque, la segnalazione del soggetto da favorire.

## Tipologie

### Raccomandazione esplicita
Nella raccomandazione esplicita (o raccomandazione propriamente il raccomandante è sempre formalmente estraneo alla procedura di valutazione, e può indirizzare una semplice segnalazione telefonica o scritta, anche per tramite di persone di sua fiducia note alle parti, a uno o più decisori coinvolti nella procedura di valutazione (raccomandatari). In tal caso si può anche parlare di menzione raccomandativa, che spesso viene descritta dal raccomandante con l'espressione "ho fatto il nome di....". Se invece il raccomandante esprime una schietta richiesta di favore o di aiuto, indirizzata ai raccomandatari, allora si può parlare di raccomandazione esortativa.

### Raccomandazione implicita
La raccomandazione implicita (o raccomandazione impropriamente detta) è invece una proprietà del soggetto valutato, che lo lega a un soggetto terzo o a un decisore (rapporto di affari, amicizia, parentela, appartenenza politica, esperienze pregresse) e che può influenzare il processo di valutazione anche senza che un'azione vera e propria venga compiuta per distorcerlo.
Nel caso della raccomandazione esplicita, o anche nel caso della raccomandazione implicita se il raccomandante e il raccomandatario non coincidono, è frequente ravvisare un legame tra raccomandante e raccomandatario che espone il secondo all'influenza del primo, per meriti acquisiti dal raccomandante presso il raccomandatario, per un rapporto di potere che il raccomandante può esercitare sul raccomandatario, per il prestigio e la reputazione del raccomandante, o per una qualsiasi proprietà del raccomandante da cui il raccomandatario attende vantaggi. Dello stesso tipo possono essere inoltre i legami tra raccomandato e raccomandante: se sussiste un rapporto di parentela tra i due, la raccomandazione è un aspetto del nepotismo. Se invece sussiste un rapporto politico, che spesso si traduce in consenso elettorale a favore del raccomandante, la raccomandazione rientra nella fenomenologia del clientelismo.

### Raccomandazione a spinta
Nel caso della raccomandazione a spinta, la procedura di valutazione non è di tipo competitivo. I valutandi, in altre parole, non competono per l'accesso a un bene scarso, quindi non si forma una graduatoria con i partecipanti alla procedura di valutazione. È il caso, ad esempio, degli esami scolastici o universitari. In questo caso, la raccomandazione danneggia il sistema sociale nel suo insieme, ma non presenta "controinteressati" specifici i cui diritti sono lesi.

### Raccomandazione a scavalco
Nel caso della raccomandazione a scavalco, i valutandi vengono inseriti in una graduatoria, in quanto competono per l'accesso a opportunità di numero limitato (ad esempio l'assunzione in un ente pubblico). In questo caso, la raccomandazione, oltre a danneggiare il sistema sociale sfavorendo la selezione dei più meritevoli e capaci, danneggia direttamente i valutandi non raccomandati.
La distinzione tra raccomandazione a spinta e raccomandazione a scavalco è spesso sfumata, in quanto gli esiti di procedure di valutazione non competitiva possono essere utilizzati per procedure di selezione: ad esempio, l'assegnazione di borse di studio può dipendere dai voti d'esame, la graduatoria di un concorso pubblico può dipendere dal voto di laurea. In questo senso, pressoché ogni raccomandazione a spinta ha il potenziale per sostanziarsi in una raccomandazione a scavalco, sebbene gli effetti siano in prima battuta meno prevedibili e specifici. Nel caso della raccomandazione a scavalco, invece, i danni di natura morale e patrimoniale inflitti ai valutandi non raccomandati sono immediatamente tangibili.

## Diffusione ed effetti
Il meccanismo funziona quando tutti i soggetti coinvolti agiscono di concerto. Spesso le relazioni tra i soggetti qui descritti sono sostenute da trasferimenti di denaro e/o altre prestazioni. Quando la raccomandazione ha buon esito e il candidato è insediato nel posto di lavoro da lui richiesto, può succedere che gli venga segnalato dall'ex raccomandatario un nuovo candidato da favorire, aprendo così una catena che è molto difficile interrompere, ma che finisce spesso per premiare candidati impreparati o inadatti a quella mansione a danno di altre persone che avrebbero i titoli e la preparazione ottimale per accedere, ma che si vedono esclusi a priori dall'accesso. La raccomandazione viaggia spesso attraverso circuiti familiari (nepotismo): un parente può essere favorito da un membro della stessa famiglia che occupa una posizione importante in seno a un istituto della pubblica amministrazione, un ente privato o una struttura confessionale, se in tali istituzioni esistono soggetti in grado e propensi a favorire dei loro protetti e manchi la vigilanza delle istituzioni.
Questa pratica danneggia quindi meritocrazia e l'efficienza che dovrebbero essere sempre alla base delle assunzioni e della gestione: l'accesso di nuovi assunti non in grado di assolvere ai requisiti richiesti può causare una diminuzione o un danno alla produttività e all'efficienza di una struttura, mentre in molti casi la macchina burocratica della stessa diventa più lenta per la presenza di personale assunto ad hoc in numero eccedente rispetto alle necessità effettive. Talvolta il raccomandatario, se in una posizione molto influente, può addirittura indire un concorso o una serie di colloqui per posizioni per esaudire le necessità del raccomandato.
Nel caso della raccomandazione clientelistica nel settore pubblico, ulteriore danno alla pubblica amministrazione proviene dal rapporto di riconoscenza che lega il raccomandato al raccomandante: se la Costituzione della Repubblica Italiana pone i dipendenti pubblici "al servizio della Nazione", il raccomandato potrebbe invece servire l'interesse particolare del raccomandante politico-clientelare, venendo talvolta a configurare un rapporto di lavoro subordinato, di fatto, non più con l'ente pubblico che eroga la retribuzione (e quindi con la comunità di cittadini che finanzia l'ente pubblico), ma con il raccomandante o con la parte politica del raccomandante. I raccomandanti, in alcuni casi, potrebbero contare sul dipendente pubblico come su una propria risorsa privata da utilizzare per le attività di partito o addirittura personali o familiari dei raccomandanti, sebbene a spese dei contribuenti.
A sua volta, laddove si manifesta, l'inefficienza della macchina burocratica (personale eccedente assunto senza effettive necessità, leggi errate, conflitti tra leggi regionali e statali ecc.) può rendere molto difficile l'accesso al posto di lavoro da parte del candidato avente i requisiti necessari. I cavilli legali, la lunghezza delle pratiche da espletare, possono creare così una competizione al ribasso che spinga un dirigente poco onesto a risolvere i problemi occupazionali di un candidato particolare piuttosto che di un altro in possesso di titoli uguali o maggiori del favorito. In altri termini la pratica della raccomandazione oltre a sfavorire la meritocrazia e l'efficienza crea un danno morale ed esistenziale per chi invece ne è vittima.
In Italia la raccomandazione è una pratica diffusa, soprattutto per l'accesso al pubblico impiego, come segnalano molte vicende di cronaca e nonostante le finalità sottese al meccanismo di selezione imposto dall'articolo 97 della Costituzione italiana.